# اريك مارش
اريك مارش (17 يوليو 1920 في المملكة المتحدة - 25 فبراير 2003 في المملكة المتحدة)  (بالإنجليزية: Eric Marsh)‏ هو لاعب كريكت بريطاني وبريطاني (وحمل سابقاً جنسية المملكة المتحدة لبريطانيا العظمى وأيرلندا). لعب مع نادي مقاطعة ديربيشاير للكريكت ‏.